# Bart on the Road
«Bart on the Road» —«Bart en la carretera» en España y «Bart recorre el mundo» en Hispanoamérica— es el vigésimo episodio de la séptima temporada de la serie animada Los Simpson, emitido por primera vez en Estados Unidos el 31 de marzo de 1996 en la cadena FOX. Su contenido trata sobre Bart adquiriendo una licencia falsa de conducción que usa para rentar un automóvil junto con Milhouse, Martin y Nelson con el objetivo de llevar a cabo un viaje hasta Knoxville, Tennessee. Sin embargo, una vez en el lugar, el vehículo acaba destruido y se quedan varados sin dinero ni medio de transporte. Con tal de que puedan volver, Homer adquiere unos componentes para la central nuclear a través de Knoxville con Bart como mensajero y el resto de los niños escondidos en las cajas de envío.
El guion fue obra de Richard Appel, mientras que la dirección recayó sobre Swinton O. Scott III. La idea de hacer un viaje por carretera fue «tan emocionante» que los guionistas supieron inmediatamente que querían escribir al respecto. En cuanto a referencias culturales, destacan la película de 1991 Naked Lunch, el cantante estadounidense Andy Williams y la revista Look. Tras su emisión, las críticas recibidas fueron positivas, a la par que adquirió una calificación Nielsen de 7.2, lo que le hizo el quinto programa mejor valorado de la cadena aquella semana.

## Sinopsis
El director Skinner decide cerrar el colegio un día antes de las vacaciones de primavera y envía a los alumnos a acompañar a sus padres en el trabajo. A regañadientes, Bart acude con Patty y Selma al departamento de tráfico, mientras que Lisa opta por acompañar a Homer a la central nuclear. Durante su estancia, el niño crea una licencia de conducción falsa que usa para alquilar un vehículo junto con Nelson, Martin y Milhouse. Como excusa, los alumnos le dicen a sus padres que han sido seleccionados para un concurso de gramática en Canadá, pero en realidad hacen en secreto un viaje por carretera hasta la exposición universal de Knoxville, Tennessee.
Sin embargo, una vez que llegan allí, se dan cuenta de que el evento sucedió en 1982. Al mismo tiempo, el vehículo termina destruido, por lo que se quedan varados sin dinero ni medio de transporte. En consecuencia, Bart realiza una llamada a cobro revertido a Lisa, quien ha estado todas las vacaciones con su padre en el trabajo, para pedir consejo. A su vez, esta obtiene la promesa de Homer de que no se enfadará, por lo que le revela el dilema de Bart. Para que los chicos puedan regresar, este ordena material para la central nuclear a través de Knoxville —con Bart como empleado de mensajería—, de forma que los chicos se introducen en las cajas de envío y llegan a Springfield.

## Producción

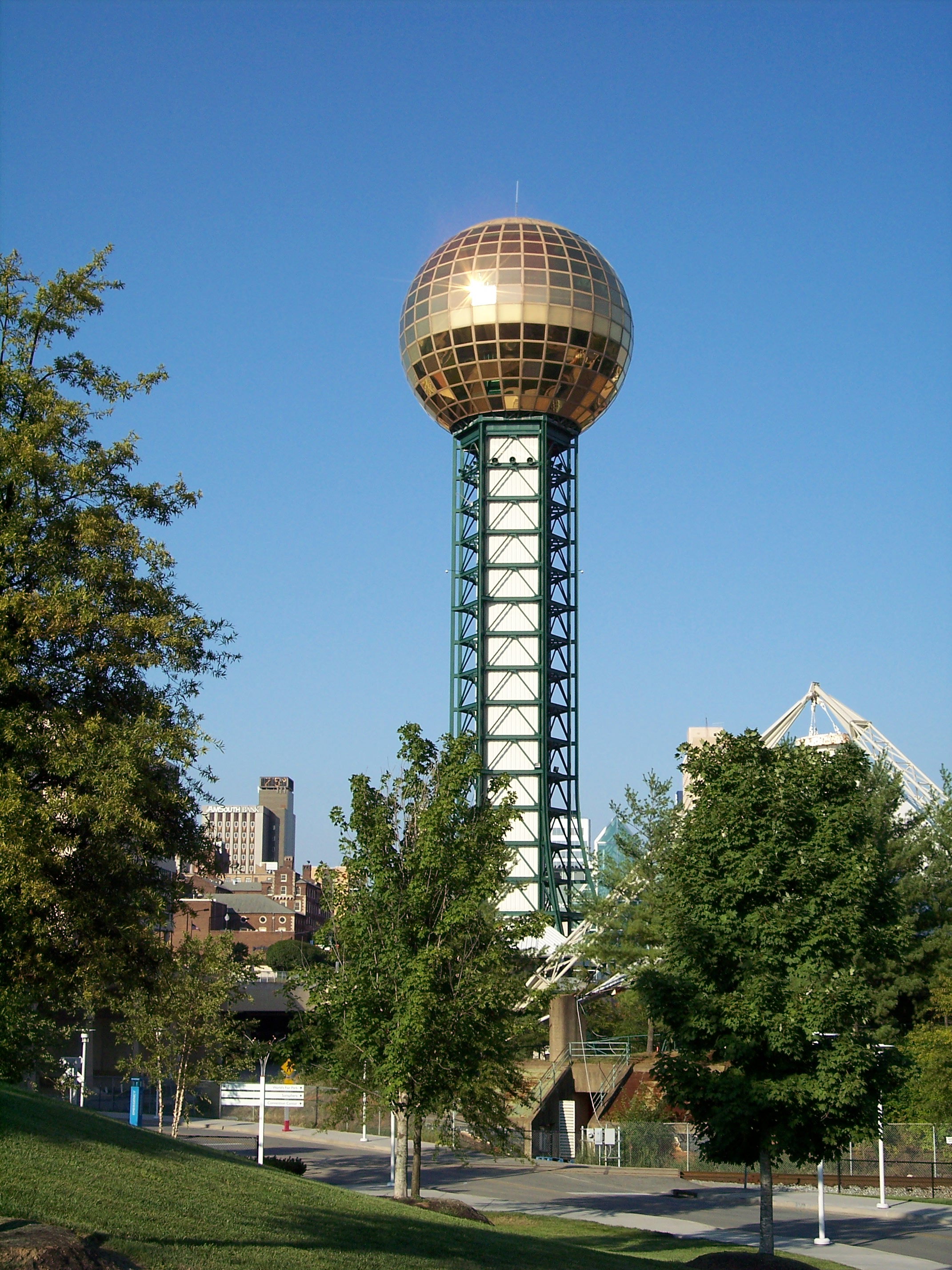
Los animadores decidieron llevar a los niños a Knoxville, Tennessee. Su reconocida torre también aparece en el episodio.

Richard Appel se encargó del guion del episodio, quien quería que tuviera dos elementos: un día de ir a trabajar con los padres y Bart consiguiendo una licencia de conducción. La primera idea llamó la atención del guionista porque era algo que «perdió el derecho» a hacer cuando se mudó de una escuela pública a una privada durante su infancia. Este consideró que aquellos días eran sus favoritos, porque «no tenía que hacer nada» en el empleo de sus padres. De igual forma, darle un permiso para conducir a Bart tiene relación con que Appel soñaba con tener uno cuando era joven.
El equipo de guionistas nunca antes había realizado un episodio sobre las vacaciones de primavera, por lo que pensaron: «¿Qué harían Bart y Lisa en unas vacaciones primaverales?» y elaboraron el argumento del viaje por carretera. Bill Oakley, el showrunner de la serie en aquel entonces, dijo que este tipo de aventuras eran algo sobre lo que a los guionistas les gustaba escribir. La idea de cuatro niños de viaje era «tan emocionante» que inmediatamente supieron que lo querían redactar. No obstante, hubo un debate acerca de a dónde deberían dirigirse los alumnos; en primer lugar, se sugirió Fort Lauderdale, Florida, pero los colaboradores decidieron finalmente cambiarlo a un «improbable lugar divertido». A su vez, el nuevo compañero de Oakley, Josh Weinstein, afirmó que los escritores estaban siempre buscando combinaciones de personajes que no se hubiesen hecho muchas veces en el programa; por ejemplo, Homer y Lisa no habían aparecido juntos «muy a menudo», así que quisieron que estos estrecharan vínculos y se acercasen el uno al otro.
Swinton O. Scott III fue el encargado de dirigir el episodio, el cual fue difícil de animar debido a que los encargados de ello tuvieron que dibujar diseños completamente nuevos para las ubicaciones fuera de Springfield, como Knoxville. De igual forma, las escenas del vehículo también generaron dificultades, ya que en ese entonces, en Los Simpson se usaba animación tradicional, que no necesita computador, pero esa vez tuvieron que usar uno para una secuencia donde la cámara se voltea desde arriba del automóvil. Esto último también tuvo varios retos, como el de que «pareciera real» y no «en forma de caja como un camión»; para ello, se inspiraron en un coche de 1993 de la marca Oldsmobile con los bordes redondeados. Con respecto a ello, el animador David Silverman afirmó que el episodio fue «probablemente el más difícil» que Scott haya dirigido para la serie.